# Redon
Redon – miejscowość i gmina we Francji, w regionie Bretania, w departamencie Ille-et-Vilaine.
Według danych na rok 1990 gminę zamieszkiwało 9260 osób, a gęstość zaludnienia wynosiła 614 osób/km² (wśród 1269 gmin Bretanii Redon plasuje się na 32. miejscu pod względem liczby ludności, natomiast pod względem powierzchni na miejscu 663.).